# Milówka Zabawa
Milówka Zabawa – przystanek kolejowy w Milówce, w województwie śląskim, w Polsce.
Przystanek został oddany do użytku w 1992 roku.

## Ruch pasażerski
| Rok  | Wymiana pasażerska na dobę |
| ---- | -------------------------- |
| 2017 | 20-49                      |
| 2022 | 50-99                      |